# Valy (Pardubice)
Valy é uma comuna checa localizada na região de Pardubice, distrito de Pardubice.